# Brđani (żupania pożedzko-slawońska)
Brđani – wieś w Chorwacji, w żupanii pożedzko-slawońskiej, w mieście Pleternica. W 2011 roku liczyła 49 mieszkańców.